# Estia J. Eichten
Estia Joseph Eichten (Stillwater, 12 de octubre de 1946) es un físico teórico estadounidense que se desempeña en el Laboratorio Nacional del Acelerador Fermi (Fermilab). 

## Biografía
Recibió su doctorado en 1972 del Centro de Física Teórica del MIT, donde fue alumno de Roman Jackiw, y fue profesor asociado de física en Harvard antes de unirse al Departamento de Física Teórica del Fermilab en 1982.
En 1984, fue coautor de "Supercollider Physics" (con Kenneth Lane, Ian Hinchliffe y Chris Quigg ), que ha influido fuertemente en la búsqueda de futuros descubrimientos en colisionadores de hadrones, como el Fermilab Tevatron, el SSC y el LHC del CERN. Ha realizado muchas otras contribuciones importantes, incluido el estudio de la espectroscopia de mesones pesados-ligeros (para lo cual fue el creador de la idea de la simetría de quarks pesados), quarkonium, y las  teoríad "technicolor" de la ruptura de simetría dinámica electrodébil.
En 2011 junto con Chris Quigg, Ian Hinchliffe y Kenneth Lane ganaron el Premio Sakurai "Por su trabajo, por separado y colectivamente, para trazar un curso de exploración de la física a escala TeV utilizando colisionadores de hadrones multi-TeV".